# Хутор Некрасова
Хутор Некрасова (также Некрасов, Некрасовский) — хутор в Тимашёвском районе Краснодарского края России.
Входит в состав Роговского сельского поселения.

## Население
| 2002 | 2010 |
| ---- | ---- |
| 146  | ↗159 |

### Улицы
- Восточная улица[5].